# Lustheim

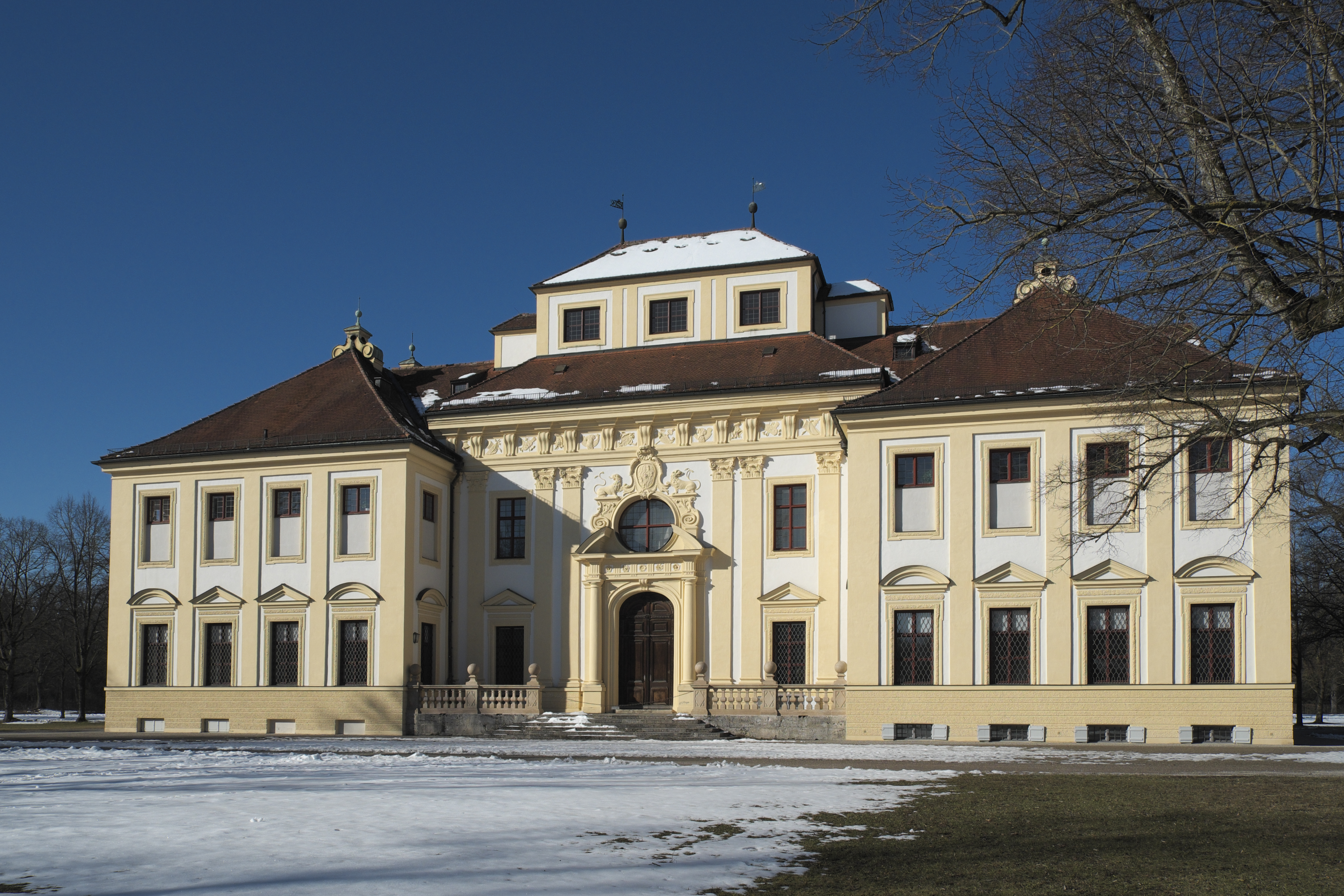
Schloss Lustheim

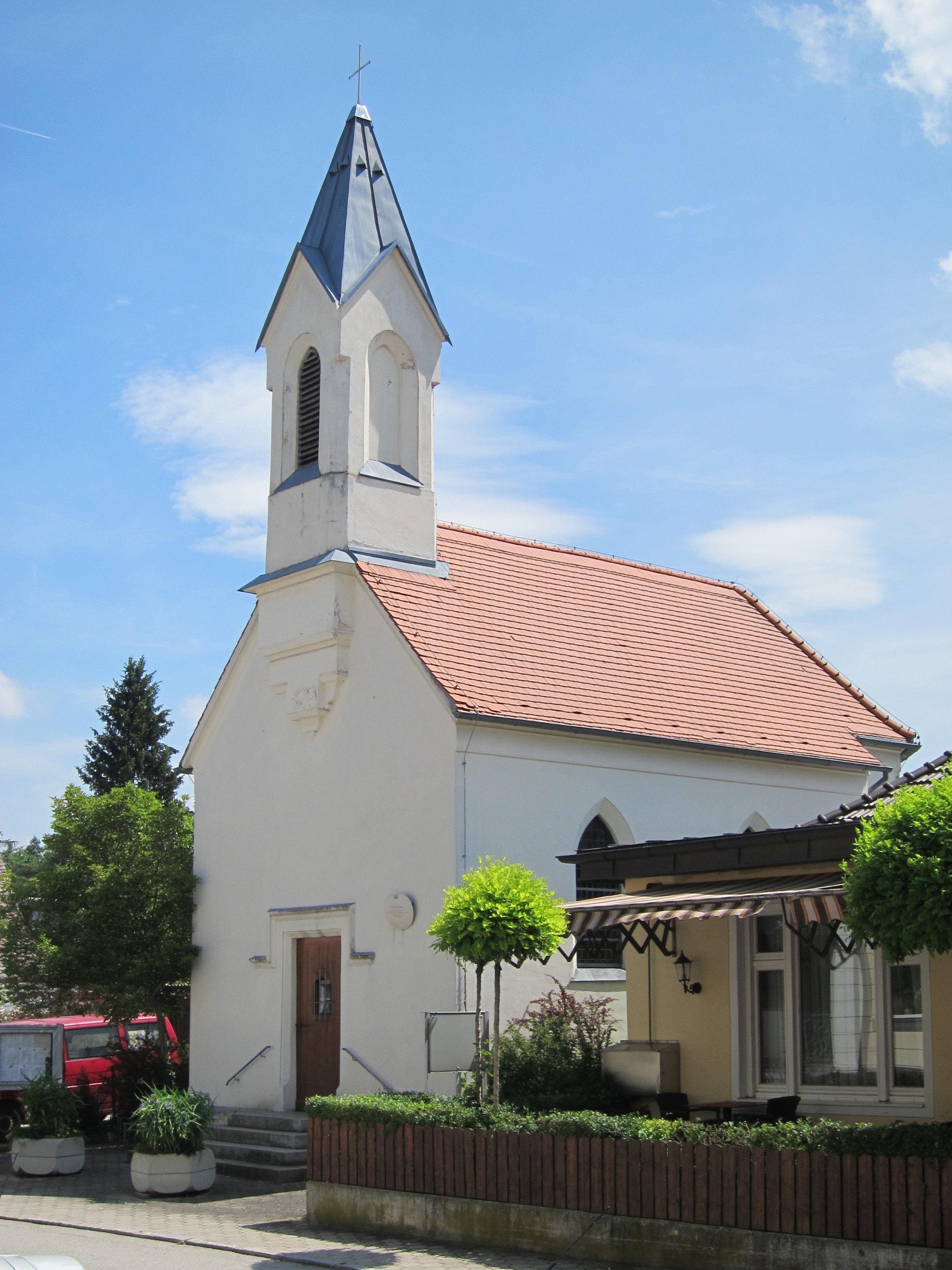
Katholische Kapelle St. Peter und Paul

Lustheim ist ein Gemeindeteil von Oberschleißheim im oberbayerischen Landkreis München.

## Geschichte
Am 6. Mai 1684 begann der Abbruch der im Auftrag von Herzog Wilhelm V. (1548–1626) errichteten Renatusklause, damit an gleicher Stelle das Jagdschloss Lustheim für den bayerischen Kurfürsten Max Emanuel entstehen konnte.
Der Ort Lustheim entwickelte sich durch den Bau sogenannter Taglöhnerhäuser an der Ostseite der Hofgartenmauer. 

## Bevölkerungsentwicklung
| Jahr      | 1871 | 1925 | 1950 | 1970 | 1987 |
| Einwohner | 169  | 358  | 401  | 422  | 428  |

## Baudenkmäler
- Schloss Lustheim
- Katholische Kapelle St. Peter und Paul